# 桶谷功
桶谷 功（おけたに いさお）は、日本の経営コンサルタント、実業家、著述家。グロービス経営大学院MBA講師。日本広告学会会員。

## 人物・略歴
京都市生まれ。東大寺学園高校、京都市立芸術大学を卒業後、大日本印刷でパッケージ・デザインのディレクションを担当。食品ラップの仕事でＶ字カットを開発し特許を取得。その後、ジェイ・ウォルター・トンプソン・ジャパン (JWT Japan) に入社。 戦略プランニング局に勤務。2つの会社での経験を生かし、アカウント・プランナーとしてブランド・コミュニケーション戦略の開発に携わる。ハーゲンダッツ、シック、ディズニービデオなどのブランドの育成に参画。シックのキャンペーンでは、2008年AME賞でゴールド受賞。2005年に、著書『インサイト』（ダイヤモンド社）にて、インサイトの考え方を、体系的に日本に紹介。執行役員 シニア・アカウント・プランニング・ディレクターを経て、2010年独立し、株式会社インサイトを創設。代表取締役に就任。
インサイトとは「本音」のことで、消費者の気持ちを揺り動かし、行動を起こさせる「心のホットボタン」と呼ぶべきもので、桶谷の著書では、人は論理的に頭で考え商品を買うのではなく、直感や感情に従って買う。従って、消費者分析や客観的なデータの裏付けによる商品開発だけでは不十分で、数字に表現できないような奥底にある気持ちや感情を採り出す必要性などを説いている。
株式会社インサイト創設後は、マーケティング全般のコンサルティングを行うほか、中国・インド・ASEANなどで海外でもインサイト探索・ワークショップなどによるマーケティング、著書や雑誌への執筆、大学や地方自治体、企業などでの講演を行う。企業のマーケティング成功事例などの論評も行っている。日本広告学会会員。グロービス経営大学院MBA講師。

## 著書・執筆
- 『インサイト』（2005年、ダイヤモンド社）（日本語、韓国語） ISBN 4478502447.
- 『インサイト実践トレーニング』（2008年、ダイヤモンド社）（日本語、中国語）ISBN 9784478005330
- 『基礎から学べる広告の総合講座』（2009年、共著、日経広告研究所）ISBN 4532640911.
- 『広告マーケティング力』（2010年、共著、誠文堂新光社）ISBN 9784416810415
- 『戦略インサイト』（2018年、ダイヤモンド社）ISBN 4478068240
- 『ショッパー・マーケティング』（2011年、日本経済新聞社）ISBN 9784532317447

※その他、最新医療経営（2021年2月号）、SPA!、日経ビジネス、週刊エコノミスト、週刊文春など。

## セミナー・講演
- 「すぎなみ社会教育セミナー2010」（杉並区教育委員会）開催[9]。
- 2018年10月4日 - 三重県主催のセミナー[3]。
- 2020年
  - 2月21日、日本マーケティング協会主催の講演会[10]。
  - 9月24日、DIAメディカル・アフェアーズフォーラム2020[11]。

## 参考サイト
- 高級よりも贅沢 ハーゲンダッツのCMが成功した「儀式化」の提案 - Livedoor News
- ニトリ「スマホ毛布」開発者との対談「似鳥会長が試作に袖を通してニコッとした…ニトリの｢スマホ毛布｣が残暑厳しい9月からバカ売れの理由」2022年12月23日 - WOMAN